# لی دا هی
لی دا هی (کره‌ای: 이다희؛ انگلیسی: Lee Da-hee؛ زادهٔ ۱۵ مارس ۱۹۸۵) بازیگر و مدل اهل کره جنوبی است. نقش برک‌اوت او در سال ۲۰۱۳، در مجموعه تلویزیونی شبکهٔ اس‌بی‌اس، می‌توانم صدایت را بشنوم بود. او همچنین به خاطر ایفای نقش در مجموعه‌های تلویزیونی زیبایی درون (۲۰۱۸) و سرچ: دبلیودبلیودبلیو (۲۰۱۹) نیز شناخته می‌شود.

## فیلم‌شناسی

### فیلم
| سال  | عنوان              | نقش          | منابع |
| ---- | ------------------ | ------------ | ----- |
| ۲۰۰۸ | تحویل عشق          | جانگ نا ره   | [ ۴ ] |
| ۲۰۱۰ | هارمونی            | گونگ نا یونگ | [ ۵ ] |
| ۲۰۱۵ | Begin Again (오월) | جونگ دا جونگ | [ ۶ ] |

### مجموعه تلویزیونی
| سال  | عنوان                                   | نقش                    | توضیحات                | منابع  |
| ---- | --------------------------------------- | ---------------------- | ---------------------- | ------ |
| ۲۰۰۳ | هزار سال عشق                            | دختر کافه              |                        | [ ۷ ]  |
| ۲۰۰۳ | Open Drama 그 별은 그렇게 우리에게 왔다 |                        | می هی                  | [ ۸ ]  |
| ۲۰۰۴ | Into the Storm (폭풍속으로)             | لی جونگ یون            |                        | [ ۹ ]  |
| ۲۰۰۵ | داستان غم‌انگیز عشق                      | کانگ شین هی            |                        |        |
| ۲۰۰۷ | ایر سیتی                                | هام یی کیونگ           |                        | [ ۱۰ ] |
| ۲۰۰۷ | افسانه                                  | گاک‌دان                 |                        | [ ۱۱ ] |
| ۲۰۰۸ | راز جزیره کوکو                          | لی دا هی               |                        | [ ۱۲ ] |
| ۲۰۱۱ | خانواده سلطنتی                          | دادستان                |                        |        |
| ۲۰۱۱ | من یک حس عاشقانه می‌خوام                 | لی مین جونگ            | حضور افتخاری (قسمت ۱۶) |        |
| ۲۰۱۱ | بردی بادی                               | مین هه ریونگ           |                        | [ ۱۳ ] |
| ۲۰۱۱ | Saving Mrs. Go Bong-shil                | اوه اون می             | حضور افتخاری           | [ ۱۴ ] |
| ۲۰۱۲ | باران به زندگی من خوش اومدی             | هان دان بی             |                        | [ ۱۵ ] |
| ۲۰۱۳ | می‌توانم صدایت را بشنوم                  | سو دو یون              |                        |        |
| ۲۰۱۳ | عشق مخفی                                | شین سه یون             |                        | [ ۱۶ ] |
| ۲۰۱۴ | مرد بزرگ                                | سو می را               |                        |        |
| ۲۰۱۵ | خانم پلیس                               | مین دو یونگ            |                        |        |
| ۲۰۱۸ | ملکه مرموز                              | جونگ هی یون/سو هیون سو |                        | [ ۱۷ ] |
| ۲۰۱۸ | زیبایی درون                             | کانگ سا را             |                        |        |
| ۲۰۱۹ | سرچ: دبلیودبلیودبلیو                    | چا هیون                |                        | [ ۱۸ ] |
| ۲۰۲۱ | لوکا: آغاز                              | گو روم                 |                        | [ ۱۹ ] |
| ۲۰۲۲ | جزیره                                   | وون می هو              |                        | [ ۲۰ ] |